# La Bouëxière
La Bouëxière (en bretó Beuzid-ar-C'hoadoù) és un municipi francès, situat a la regió de Bretanya, al departament d'Ille i Vilaine. L'any 2006 tenia 3.916 habitants.

## Demografia
| 1962                                       | 1968  | 1975  | 1982  | 1990  | 1999  |
| ------------------------------------------ | ----- | ----- | ----- | ----- | ----- |
| 1.870                                      | 1.936 | 2.142 | 2.667 | 3.027 | 3.503 |
| Des de 1962: població sense dobles comptes |       |       |       |       |       |

## Administració
| Període   | Identitat       | Partit        |
| --------- | --------------- | ------------- |
| 1983-1989 | André Louazel   |               |
| 1989-2001 | Albert Hay      |               |
| 2001-2008 | Francis Havard  | UDF           |
| 2008-     | Stéphane Piquet | Divers gauche |